# Νガンダム
νガンダム（ニューガンダム、NU GUNDAM）は、「ガンダムシリーズ」に登場する架空の兵器。有人操縦式の人型機動兵器「モビルスーツ（MS）」のひとつ。初出は、1988年公開のアニメーション映画『機動戦士ガンダム 逆襲のシャア』。
作中の軍事勢力のひとつである地球連邦軍のガンダムタイプMSで、主人公のアムロ・レイ自身が設計に関与した専用機。特殊な能力をもつニュータイプに対応した機体構造を有し、左背にマントのように装備された6基の遠隔操作式ビーム兵器「フィン・ファンネル」を外観上の特徴とする。
『逆襲のシャア』劇中でリ・ガズィに次いでアムロが搭乗し、ライバルである新生ネオ・ジオン軍総帥シャア・アズナブルが搭乗するサザビーと死闘を繰り広げる。
2018年にNHK BSプレミアムで発表された『全ガンダム大投票 40th』では、好きなモビルスーツ部門において本機が見事首位に輝いた。
当記事では、外伝作品などに登場するバリエーション機についても解説する。

## デザイン
デザインは、富野由悠季監督によって出された「原点回帰」「マントを付けたガンダム」というコンセプトを基に、サンライズ企画室の若手デザイナーやスタッフによりデザインが固められ、出渕裕がまとめるという形で完成した。
デザインワークには出渕裕のほか、佐山義則、鈴木雅久、中沢数宣、大畑晃一、ヴィシャルデザインなどが参加している。配色はそれまでの華やかな白青赤のトリコロールから一転、白と濃紺(ミッドナイトブルー)のツートンカラーを基調とする大人びたものとなった。
νガンダムは、RX-78 ガンダムの正統な後継機として、トラディショナルなガンダムタイプのデザインの一つの到達点に達している。MSVからガンダムMk-IIへの流れの下流にあり、RX-78から連なるデザインラインのほぼ完成形とも言える。富野監督の意向で、このガンダムには変形、合体というギミックは加えられなかったため、『Ζ』『ΖΖ』で恐竜的進化を遂げてきたMSのデザインラインから一転し、シンプルなラインで構成されている。ガンダム史上、本体にギミックが何もないのはガンダムMk-IIとこのνガンダムだけであり、実質的にRX-78のリデザインとも言える。実際、ラフスケッチの段階でも、クリンナップを手掛けた安彦良和の描いたガンダムのデザイン画を下敷きにしている画稿がある。
出渕は自著において、「νガンダムは自分の線でファーストガンダムを描いたらこうなるというデザイン。ガンダムは既に完成したデザインであるため、下手にいじるよりはアレンジに留めた。そのため新しいコンセプトを持ち込んでいないため、ちょっとスタンダード過ぎたデザインかな」と述べている。また、頭部デザインは最初のガンダムのラインに戻しすぎて、以降のガンダムタイプの頭部デザインが固定化されてしまったという印象をのちに感じており、リ・ガズィの登場がなければ本機の頭部はΖガンダムの発展形にしていたかもしれないとも語っている。
アニメのメカデザイン史の上でも本デザインはターニングポイントとなり、その後の作品の主役メカデザインに大きな影響を与えた。カトキハジメは雑誌企画『ガンダム・センチネル』で、自身がΖガンダムからΖΖガンダムの流れを踏まえ、主人公機Sガンダムには複雑なデザインを考えていたため、それと対照的なνガンダムを見た時は衝撃を受けたと回想している。

### デザイン決定までの流れ
当初、映画『逆襲のシャア』に登場する新ガンダム（のちのνガンダム）を含む全てのMSのデザイナーには、永野護が起用される予定だった。「Hi-S（ハイエス）ガンダム」と命名される予定だったアムロ・レイ用のこのガンダムは、「νガンダム」とは対照的に、富野監督の意向を受けた永野によっていわゆるガンダムの常識を覆すデザインラインで制作が進められていた。この時点で、バンダイの主導する「ガンダム」制作陣は、永野と富野監督が推し進める「Hi-Sガンダム」を含む新しいMSのデザインラインではなく、アニメファンやホビーファンを重視した堅実なビジネスを選択し、企画段階での永野の降板が決まった。
急遽、新ガンダムを含むメカデザイナーを決めるデザインコンペが行われ、小林誠や庵野秀明なども独自のガンダム案を持って参加した。その結果、永野に代わって出渕裕のメインデザイナー抜擢が決まり、それ以外にもサンライズ企画室、佐山義則、鈴木雅久、中沢数宣、ヴィシャルデザインというSF好きの大学生のブレーン・チーム、出渕が個人的に応援を頼んだ大畑晃一などがデザイン案の提出に協力することになった。出渕を含む全員が、当時まだ「H・S（ハイエス）ガンダム」と呼ばれていた新ガンダムのラフスケッチを描き、それを基に出渕がガンダム本体のデザインを進めていった。頭部のデザインも、大畑晃一や鈴木雅久、佐山義則などの描いたラフ案をまとめて出渕がデザインを完成させた。
富野監督によるνガンダムの初期オーダーの中に「ガンダムにマントを付けたい」というものがあり、「ガンダム本体には変形も合体もさせたくない」という別のオーダーと併せ、マント自体を追加ユニットと考えてそこに何らかの機能を持たせる方向性で行くことになった。いくつかラフスケッチ案は上がってきたが、ただ「マント」というだけでは上手くイメージが伝わらなかったのか、どれも富野監督の要望に応えられるものではなく、中には本当に布のようなマントを背中に付けたものまであった。その過程でヴィシャルデザインが、マントが分離してフィン・ファンネルになるというアイデアを出してきた。最初は戸板のような物を背負った形だったが、「はためくマント」というイメージにより近づけるために各ファンネルの位置をずらしたりして試行錯誤を重ねた。段ボールを切り貼りして作ったマントを実際にプラモデルのガンダムに貼り付け、その際にシルエットを特徴的にするために片マントにして段差を付けたものにして富野監督に見せると、その場で採用が決定した。フィン・ファンネルを背負ったシルエットの原型を描いたのは当時サンライズ企画室にいた鈴木雅久で、そのラフを基に出渕裕がデザインした。作画用に全てのMSとともに佐山義則が最終的にクリンナップしている。

## 設定解説

### 開発過程
在来機種ではネオ・ジオン軍の最新ニュータイプ専用機に対抗しきれないことから、ロンド・ベル隊の要請を受けた地球連邦軍が発注した。当初、連邦政府高官は反乱を恐れてロンド・ベル隊のアムロ達に高性能なガンダムタイプを配備する事に大きな抵抗があったが、いよいよシャアの作戦行動が進行し、地球の危機が現実味を帯びた事からブライト・ノアが働きかけ、宇宙に上がる際の手土産という形で、地球連邦政府が置かれているチベットのラサから開発資金を捻出させることに成功した。そして製造場所として、補給関係の重鎮であるジョン・バウアーからの紹介でアナハイム・エレクトロニクス（AE）社のフォン・ブラウン工場を確保した。
U.C.0093年ロールアウト。AE社の組立工場では、νガンダムの各部の試作のための工作機械が稼働していた。基本作業は、金属を使わない加工と組立作業が中心で、研磨など騒音が出る作業や危険な化学薬品を使う作業を含めて隔離されたブース内でロボットによっておこなわれた。Ζガンダム製造当時の設計技術と製造設備が整っていた為、製造機器や工具の半分以上が流用が可能で開発計画を円滑に進めることが出来た。
アムロが初めてAE社を視察で訪れた時点で既にνガンダムの製造準備がかなり進んでいたのも、ブライトの尽力とラサで指揮をとったバウアーの力によるものである。アムロの提案をどの程度組み込むかという点では相当な討論があったものの、全く新しいタイプのMSを開発するのではなく、既に技術が成熟していた非変形型であり、さらに開発期間の短縮と戦時中の補給面を考慮し、消耗品には軍規格部品を多用するなどの合理性が突き詰められた結果、開発・製造スピードが格段に短縮され、実質3か月という短期間で完成に漕ぎつけた。
当初は連邦政府から開発費を得る口実として将来の量産化も視野に入れていたが、開発を進める中で最終的にはアムロ専用機として性能向上を最優先とする方針に転換。本機の専用設計部分には次世代機への採用を見込んだ最新鋭の新技術が積極的に導入され、機体の強度向上や軽量化も徹底された。その結果、採算を度外視する形で完成し、機体製造コストは量産機とは比較にならないほど高価なものとなった。
完成に至る前段階では一部の装甲外形、バーニアスラスターの仕様や白を基調とするカラーリングなど、機体外観こそほぼ最終仕様に近かったものの、各部材や搭載機材が完全に確定しない状態のままのテスト機が組み上げられ可動試験が先行して行われた。その後、ロンド・ベルの意向により納期がさらに短縮され、最終仕様の選定が完了した後に一旦分解・組み立てが行われ、この際にサイコフレームが実装されRX-93-1として完成する。完成型のカラーリングは従来のガンダムタイプで用いられていたトリコロールとは異なり白と黒（あるいはミッドナイトブルー）を基調とし、一部赤と黄色で塗り分けられているものの面積は少ない。

### 機体設計
設計にはロンド・ベル所属のアムロも参加。連邦軍側の開発プロジェクト主導者は同部隊所属のチェーン・アギ准尉。AE社側の開発責任者はオクトバー・サラン。それまでAE社が開発を進めて来た20m超級の大型機体フレームに高出力ジェネレーターを搭載、サイコミュ兵器を含む様々な武装オプションに余裕を持たせた大型非可変試作MSであるRX-9x系の流れを汲んでいる。その為、基礎設計自体はブライトがロンド・ベル艦隊司令に復職したU.C.0092年12月末時点でほぼ固まっており、その図面を見たアムロの意見によりサイコミュ関連の仕様策定、メンテナンス性と拡張性を与える為のユニット構造、それに伴う装甲の形状変更などが行われて、操作系にサイコミュを導入、新型の無線誘導攻撃端末であるフィン・ファンネルを装備させ、第四世代MSとして開発が進められた。
小説版（『ハイ・ストリーマー』）では、チェーンはアムロに、これまでのガンダム系MSの最大平均値というべき数値を取り出し、新素材を使って再設計した本機の概念図を見せるが、それはアムロが考えていた「ニュー・ガンダム」に酷似していたという。ブライトはアムロのアイデアを入れて具現化するよう促し、アムロもそれに応えるように、パイロットに不親切な部分があることを指摘し、外装の強化とサイコミュの搭載を提案する。また、『ベルトーチカ・チルドレン』では、サイコフレーム導入以前の本機のサイコミュ・システムはアムロ自身が設計したもので、あくまでフィン・ファンネルのコントロール用であったとされる。
『ガンダム・センチネル』の「アナハイム・ガンダム開発一覧表」では、本機の機体名の "ν" はAE社内の開発コードとされ、「γガンダム（リック・ディアス）」から数えて11番目の「アナハイム・ガンダム」とされている。
開発にはAE社の最新技術が投入されており、それまで培ってきた最新のMS技術が積極的に活用されている。機体に用いる部材はΖ系MSのものを使用。センサー類にはインコムやバイオセンサーの技術をスピンオフの形で導入しており、加えて当時の汎用MSの1.5倍の高い出力を持つ新型ジェネレーターを採用し、その高出力を活かすべく機体各所にマウントラッチを配し武装面の拡張性を高める設計となっている。
機体を軽量化し内装火器を極力減らす事により内部構造に余裕が生まれ、実戦データのフィードバックによるアップデートが容易となっていることから、各種オプション装備により強化プランも構想された。整備性や随時のアップデート、開発当初の前提である量産化を踏まえて、AE社製のこれまでの実験機や量産機の中から選別したムーバブルフレームのデータを集約、その上で信頼性と整備性の高さが既に実証されている設計技術と軍規格部品を基盤とし、コストを度外視しながら新技術を導入し完成度を高めるという堅実な開発方法が採られた。このように「究極の汎用性」をコンセプトに開発が進められた結果、開発期間こそ短かくほぼワンメイクに近い存在であったものの、本機にAE社が誇る成熟した設計技術をさらに昇華した極めて高い信頼性と機体性能を実現するに至った。
その他、フィン・ファンネルの搭載にあわせて機体の慣性重心、バランスを考慮し、重心移動に対応した機体管制プログラムも搭載されている。操縦系統はアムロの指定もありΖ系ほどのピーキーさはなく操作しやすくなっている。各主要バーニアスラスターはアムロの提言もありニュータイプ操縦者に対応できるレスポンスの向上が計られ、最大出力までのタイムラグを最小とする急速加熱システム、触媒メッシュへの過熱と改良型プロペラントペレットを採用、同時にそれにより増加する操縦者にかかる高速Gを軽減する為に球型コクピック周辺にも改良を施し、実戦ではサイコフレームによる脳波コントロールと合わせ、理論値を超える極めて高い機動性能を発揮した。これら新型スラスターの恩恵により脚部周辺の出力だけでジェガン1機分に匹敵する高推力を得ている。各部姿勢制御用スラスターなどにも次世代系の新技術が用いられるが、肩部などに出力の強化が提案されるもアムロの意見で通常型に差し戻すなど、全体的により高い機体スペック値を目指せたものの意図的にバランスを優先し、あえて抑えている箇所もある。
戦時下でのメンテナンス性を重視し、消耗率の高い駆動系や推進系デバイスには積極的に連邦軍の規格品を流用する一方で、消耗品ではないケーブルや機体フレームの一部では標準規格を超える高品質素材や新規設計部材を用いることで、スペック値に現れない面でも当時のハイエンド機としての高水準が保たれている。アムロの専用機として開発されることから、AE社の技術の粋が注がれ、総合的に本機は宇宙世紀0093年における最強クラスの性能を有するMSでありながら、一部の試作機にみられたような作動の不安定さなどはなく、初めから運用や操作が容易で、実用兵器として短時間で配備可能で尚且つ、高い整備性と信頼性も兼ね備えるバランスの良い機体として完成した。

### サイコミュの搭載
「敵の脳波をサイコミュで強化し受信すればこちらの対応が早くなる」というアムロのアイデアにより、コクピット・シート後方に収束型感応波トランスミッター／レシーバーであるサイコミュ受信パックを備える 。またインコムも備える。関節駆動系のフィールドモーターや制御系には制御用のバイオセンサーとサイコミュチップを併設しており、操縦者のニュータイプ能力が低い場合は前者、高い場合は後者が作動するハイブリッド仕様となっている。

### サイコフレームの導入
「シャアの反乱」においてシャアが5thルナを地球に落とし始めたことで戦況が激変し、AE社は本機の納期を10日も繰り上げさせられる。その影響で、チェーンに事前通知もなくサイコフレームへの換装がおこなわれる。機体重量が3kg減った原因を怒りながら問い質すチェーンに、オクトバーは「強度は上がっているから絶対危険ではない」と返答する。
当初は、サイコフレームはアムロが提案した「敵の脳波をサイコミュで強化し、受信することで対応を早める」アイデアをヒントとし、材料開発部門が「フレームのなかに同じ性能を持つものを内蔵した」とオクトバーの口頭によって説明される。「金属粒子並の大きさのコンピューター・チップがフレームに封じ込められている」ということで、オクトバーがアムロとチェーンに見せた図面では搭載されている箇所を赤く点滅させており、それはコクピット周辺のフレームのみだった。ただ、この技術は材料開発部門から流れてきたとのことで、オクトバーもこの技術の出自を把握しておらず、それもあってチェーンは「部隊に帰ってからもフレームのテストを行いたい」と提案する。
のちにオクトバーの手紙によりネオ・ジオンから流出した技術であることがチェーンに伝えられる。アクシズでの最終決戦において、シャアはアムロと互角の性能のMS同士で決着を付ける事を目的に、サイコフレームの技術をわざと流したことを語っている。
サイコフレームは、ナノレベルのサイコミュチップが装甲材内で有機的に連結する事で一種の演算装置として機能する事までは解析されたものの、その全容は未解明であったが、フィン・ファンネルの制御向上を目的として本機に実装された。しかし実際の効果はそれだけにとどまらず、サイコミュの感応波のインプット/アウトプットに関してパイロットの要求に応じる流れで情報処理される性質を有し、特に敵機パイロットがニュータイプの場合、その接近や脅威に対し警戒を促す装置としても役立ち、現実の戦闘ではそれが自動迎撃システムとしても機能しており、結果的にサイコフレームはフィン・ファンネルの操作を含め、νガンダムの攻撃・防御システムの中核となった。
この当時のサイコフレームはフレームと称しながらも、まだ装甲材としては強度が不十分で容積制限の関係上、強度アップの為に単純に厚みを増やすわけにはいかず、折り曲げや肉抜きといった複雑な加工を経る事で必要強度を得ており、その結果としてコクピット外郭は3kgの重量軽減を実現しながらも、さらなる強度向上をも達成したワンオフ設計となっている。
ただし、本機に搭載されたサイコフレームの配置は媒体によって一定ではなく、コクピット周辺のフレームのみに採用したとする資料、従来型ムーバブル・フレームにもコンピューター・チップを封じ込め、駆動系に直接パイロットの脳波を伝達可能とした資料が存在するほか、コクピット周辺および機体各所に分散配置し、νガンダムの機体レスポンスとサイコミュシステムの向上がなされたとする資料、駆動系にもサイコフレームを搭載したとする資料、AE社の社内規格基準では当時のサイコフレームはフレーム構造材として採用するには構造強度保証値が不十分で、例えアムロの言であっても適応できず、コクピット外郭部のみに採用しながらも駆動系や制御系にはバイオセンサーと並行し（フレーム素材に鋳込んではいないが）同系統のサイコミュチップを内蔵、各駆動モーターを制御してレスポンス性能を向上させているとする資料が存在する。
劇中でオクトバーがチェーンに宛てた英文の手紙の中では「私は直ぐにその新素材の価値を認め、νガンダムとそのジェネラル・サイココミュニケーションにそれを使用した。そして宇宙空間にいる人間を探し出す能力が向上するだろう(I immediately recognized the new materials value, so I used it for "ν", and "ν" 's general psycocommunication and its ability to look for a human in space will be increased.)」 とサイコフレーム導入とその理由（宇宙空間においての索敵能力が強化されると考えた為）について言及している。

### 武装
バルカン砲
作動の確実性を考慮し薬莢方式を採用しており、射撃と同時に空薬莢が頭部側面より排出される。基本的にはミサイルやグレネードなどへの迎撃や牽制用に用いられるが、劇中ではギラ・ドーガ2機の頭部を続けて吹き飛ばす、パワーダウン状態ながらもサザビーの腹部メガ粒子砲を押し留めるといった威力を備えており、アムロ・レイの技量もあって対MS戦においても十分な効果を発揮する。口径の設定は一定しておらず、60ミリとする資料、90ミリとする資料が見られるが、後者は薬莢径を誤表記したという考察もある。
ビーム・ライフル
型式番号：XBR-M92
エネルギーCAP方式のライフル。出力3.8メガワット、最大出力時は4.5メガワット。銃口の上にはグレネード・ランチャーが存在するとした資料、ナロウセンサーとする資料が存在する。また、バーストセレクターによって単射と速射の切り替えが可能とされる。『マスターアーカイブ』では本来は防御用の高輝度閃光弾を発射することを想定して設置され、また独立した照準装置も装備する予定であったとされている。尚、劇中においてグレネード・ランチャーは使用されていない。主流であったEパック（マガジン）の携帯は重力下でのMS運用に不都合が多く、AE社の一部開発陣によってE-CAP式の見直しが図られ、その研究過程で開発された大容量高圧縮の新型試作CAPを採用しておりかなりの弾数を発射し続けながらもサザビーによって破壊されるまでエネルギー不足になることはなかった。サブグリップやマウントパーツはないが、α・アジールのファンネルを撃ち落とす際には上部のキャリングハンドルを左手で掴むことにより、安定した射撃姿勢を取る運用も見られた。最大出力ならば同時期における戦艦の主砲レベルの威力を発揮する。威力もさることながらビーム収束率と射撃精度が高く遠距離狙撃能力に秀でており、劇中ではレズンのギラ・ドーガとジェガンの間を長距離からピンポイントに狙い撃つことで両機を引き離しケーラ機を救っている。続けて牽制を行い、そのビームの高威力からレズンが敵艦から狙撃を受けたと勘違いする描写がある。
フィン・ファンネル
型式番号：AEV/PFF93AR
本機を代表する新装備で板状の収納形態で左背面に6基連結し装備される。攻撃時には折れ曲がり、コの字型に変形した「アタックポジション」となる事によって2枚のジェネレーターアームがアクセラレーティングベルト（加速体）として機能し、その間に磁気フィールド（Iフィールド）を発生、メガ粒子を発振・加速させてビームを発射するという、解放型のメガ粒子加速器を備えている。出力3メガワットで、1回のチャージで7発のビームを発射可能。
使用時間に制約のあったチャージ式の従来型ファンネルの弱点を克服すべく、内部に小型宇宙艇に開発・利用されていたものを改良した小型の熱核反応炉（ジェネレーター）を内蔵したことで極めて短期間で実用化された。よって本来ならビットの一種としてカテゴライズされ［フィン・ビット］と呼称すべき武装であり、要求に見合う機能を導入する事を優先し大型化を度外視して開発した結果、運用可能時間の延長と「一撃による効果を可能な限り多くする」ことを目的とした高出力ビーム砲の搭載を両立している。
配備が遅れロンデニオンに入港してから受領し以降の戦闘で装備された。生産難易度も高く、AE社は当初3基ないし4基を装備・出撃し、残りを予備として温存する事を想定していたがアムロは全基を投入した。ヤクト・ドーガのビーム・ライフルを縦方向から打ち消し、防御にも転用できるほど従来のファンネルよりビームが強力となっている。またファンネル各部にスラスターを内蔵すると同時に変形機構自体がAMBACとしても機能する為、推進剤を消費を低減し稼働時間を延伸している。その継戦時間はヤクト・ドーガなどの小型ファンネルを圧倒的に上回り、劇中ギュネイが「なんであんなにファンネルがもつんだ」と驚愕するほどの継戦能力を誇る。
最初の出撃時には調整が十分ではなくアムロの防御本能に対して、ファンネルが敏感過ぎてストレートに防御に働いてしまうが調整後は攻守共に優れた能力を発揮。劇中、ケーラの死に動揺しアムロの戦闘意志が反映されないままの初回での運用ではギュネイに容易に撃ち落とされたが、以降はサザビー戦を除き、一方的に敵ファンネルを撃ち落とす圧倒的な強さを見せた。さらには5基のファンネルを頂点として四角錐型の対ビーム・バリアー（Iフィールドの発展技術）を張ることもでき、これによって機体の全周囲にビーム障壁による防御シールドを展開する。さらに展開したフィールド内に敵機のファンネルが入り込んだ際、サイコ・ウェーブの干渉によって敵パイロットに生理的ダメージを与える現象が生じている。劇中では撃墜の危機を直前に察知したアムロがフィン・ファンネルを集結させて防御シールドを展開、敵ファンネルのビームから機体を守りつつ、バリアー内部からシールドのビーム・キャノンで応戦し、次々に敵ファンネルを撃破し活路を切り開いた。なお、機能が複雑化しているため、アムロ級の高い技量がなければ制御は行えない。コクピットの全周囲モニターには機体に装着した状態で表示される。
その形状（ネオ・ジオンのそれらとは大きく異なる板状）から、ギュネイ・ガスには未展開の状態において放熱板と誤認される。総じて多機能・高性能な兵装だが、大型化によってサイコミュ兵器の長所である隠匿性は低下している。また、νガンダムが正規の工期を繰りあげて戦場に投入された影響で、一度放出したフィン・ファンネルを機体に戻すことができず、実質的に使い捨てとなってしまっている。
『逆襲のシャア』の公開当時になかった追加設定としては、シルヴァ・バレト（ファンネル試験型）や、ガンダムデルタカイのファンネルを経て完成したという点が挙げられる。また、ROBOT魂のνガンダムのフィン・ファンネルセットまた拡張フルセットには、Hi-νガンダムと同様に装備できるファンネルラックが存在する。さらに、実物大νガンダム立像では新装備として「ロングレンジ・フィン・ファンネル」が設定された（詳細は設定解説 (RX-93ff)を参照）。
カスタム・ビーム・サーベル
型式番号：A・E-BLASH XB-G-51/L
AEブラッシュ製。バックパック右側に装備されたメインのサーベル（カスタム・ビーム・サーベル）。出力0.85メガワット。AEが次世代デバイスとして研究中であった「ハイエネルギータイプ」のプロトタイプで収縮式グリップにより確実にグリップ出来るように改良されている。ビーム刃形成のIフィールド展開用メカから起倒型の鍔を持った形状をしておりビーム刃の形状も曲刀状となっているほか、グリップエンドからも短い刃を発し、一種の隠し武器としても機能する。次世代型の増幅装置やエミッターを用いてビーム形状をある程度変更することもできる。また、当時のMSにおいて一般的だった、斬りかかる際のみにビームが出るオートパワーオン機構を採用しており、無駄なエネルギーの消費を抑えている。バックパック右側面にある回転式マウントにより抜刀しやすい最短の角度に配置できる為、初太刀までの時間が短縮され、アムロ級なら敵機を0.3秒で両断できる。劇中ではサザビーの大型ビーム・サーベルのパワーを上回り、斬り合いで押されたシャアが悔しがる様子が描かれている。
予備ビーム・サーベル
左腕シールドマウント基部に装備。デバイスとしては一般的なもので、連邦軍標準仕様の内部構造を流用しているが筐体は本機に合わせたカスタム品でメインのサーベルよりも出力は低い。両腕の構造は左右対称なので固定用のサーベルシースは構造的には右腕にも増設可能。劇中では未使用だが『機動戦士ガンダム U.C. ENGAGE』ではサザビーに切り裂かれて損傷し使用不能になった事からパージしてバルカンで破壊、サザビーから距離を置く為のかく乱に使用している。

ニュー・ハイパー・バズーカ
型式番号：H-Baz-92-A・E/Ver.023
口径280ミリの実弾バズーカ。固定弾倉式で最大装弾数は５発（弾倉内４発、発射室に１発）だがオープンシェルフ型で随時の追加装填が可能。砲身先端部には照準用のレーザーセンサーを備える。連邦製MS用の武装としては一般的で従来型のハイパー・バズーカと基本構造に変化はないが軽量化のため小口径化された。しかし本機の弾頭はガンダリウム合金の厚皮皮膜層で覆い侵徹効果を高め、さらに推進剤の性能向上と追尾センサーの強化により有効射程の向上や破壊力の面で改良が施されている。サイコミュチップを発射指示コンピューターに内蔵しており操縦者の感応波で遠隔操作も可能。マウント位置は従来の腰部背面に横置きではなくバックパックの中央に垂直にマウントし、その状態からでも発射可能で、機体の向きを急反転させながらヤクト・ドーガに砲身を向けシールドを破壊したり、後方から追撃してくるα・アジールをけん制するなど、劇中でも度々意表を突く戦術として利用した。またνガンダム本体から切り離した状態であってもコクピット内のワイヤーガンを使った有線操作で発射でき、劇中ではバズーカを棄て去ったと見せかけ、サザビーの虚を突いて発射、シャアの回避反応により機体への直撃こそ避けられたがシールドの破壊に成功している。また対ヤクト・ドーガ戦ではシールドと共に破棄したように見せて囮として使用し、一瞬混乱したギュネイの隙を見て撃破している（照準センサーは作動しているように見え、瞬時にビーム・ライフルと挟み撃ちにしたとも捉えられる）。同様の火器のスケールダウン品を、宇宙世紀0150年代が舞台のアニメ『機動戦士Vガンダム』第34話にてリガ・ミリティア所属MSが使用している。
ハイブリッド・シールド
型式番号：RX・M-Sh-WR/U-035
裏面にビーム・キャノン1門（出力7.8メガワット）と小型の通常誘導ミサイル4発装備。ビーム・キャノンは独自に稼動用熱核ジェネレーターを備えており、一年戦争時に使用されていたビーム・ライフル程度の威力を持っている。宇宙世紀0093年時の装甲材でもIフィールド無しではビームを完全に無効化することは不可能なので、この武器でもMSを撃墜することは可能。しかし一方で本装備の高い出力値から艦砲に匹敵するという資料もある。連射性にも優れており劇中ではヤクト・ドーガやα・アジールのファンネルを撃ち落とす際に使用した。裏面にグリップはなく、マウントパーツによって左腕に装着する。シールド表面に描かれた一角獣をモチーフとしたマーキングはアムロのパーソナルマークであり、νガンダムの左肩にはα字状の同種のパーソナルマーク（一角獣のモチーフはなくAをデザイン化したもの）が描かれている。
その他
マニピュレーターにはグリプス戦役時のMSと同様にダミー発射機やトリモチランチャーを内蔵。ライフルを破壊された直後、指先を開き４発のダミー（本機用のダミーが間に合わず、リ・ガズィ用を転用）を放出、機雷を警戒したサザビーの動きが一瞬止まったところを斬り込みライフルを破壊するという形で活用している。またサザビーの脱出ポッドを捕獲する際にトリモチを用いている。この他、敵味方どちらもAE製でユニバーサル仕様である事を利用し、一般機仕様のギラ・ドーガを撃墜しながらビーム・マシンガンを奪い取り一時的に使用している。

### 劇中での活躍
映画冒頭、フォン・ブラウン工場にて上半身と下半身が分かれた状態で登場。上半身は装甲が外された状態で、機体各部に仮止めのテープが貼られている。頭部は黄色いシートが被されており、チェーンがそれを外すとこちらも仮止めのテープが貼られており、ツインアイ部分は白いシートで抑えられている。
ネオ・ジオンの第二波は来ないと推測したアムロは、スウィート・ウォーターに入る前のシャアを叩くため、本機を受領しに月のフォン・ブラウン工場へ赴いた。その時には本機は上半身と下半身は接合された状態で胸部と左足のみ装甲が付けられたまま、6人のAE社のスタッフによって整備されていた。コクピット内部はこの状態でもモニターをつけることが可能で、シートの後方に設置されたサイコミュの受信パックの確認作業がアムロにより行われる。アムロは本機をすぐにでも持って帰ろうとするが、「実戦装備にあと3日は必要だ」とオクトバーは制止する。しかし、アムロはその提案を拒否する。
機体各部に全て装甲が取り付けられた状態で、コクピット内でサイコミュ受信の調整をしているアムロの元に、シャアの第二波が迫っているとの手紙が届き、至急ロンド・ベルに帰投するよう命令が下された。作業を手伝っていたAE社のスタッフに「でも まだ終わっちゃ…」と言われるも、アムロの手によりサイコミュの調整は途中で切り上げられた。機体に「火を入れる」と言うアムロにチェーンは反対するが、ブースター・ベッドとマスドライバーの手配をするようアムロから頼まれ了承する。出撃直前、オクトバーは「やめて下さい、間に合いはしません！」とアムロを思い留まらせようとするが、パイロットスーツを着たチェーンが入って来たことで説得を諦める。この際にはコクピットにはチェーンのために前部に簡易的な補助席が設けられている。フィン・ファンネルは未装備の状態でブースター・ベッドに乗せられ、ラー・カイラムのもとへマスドライバーで発射される。
射出後しばらくしてアムロは月、地球、カペラ、ヴェガ、太陽の座標から現在地を確認。打ち上げ時にかかったGで気絶したチェーンもようやく目を覚ました頃、既に前方ではロンド・ベルとネオ・ジオンの艦隊戦が始まっており、肉眼でも戦闘による光芒が見て取れた。チェーンはシートベルトを外して戦闘の邪魔にならないようシート背部に退避した。シャアのロンデニオン潜入の陽動として展開したネオ・ジオン軍部隊を指揮するレズンのギラ・ドーガがケーラ機のジェガンを撃墜する直前、本機が遠方からビーム・ライフルを最大出力で発射し、この威力を艦砲射撃と誤認したレズンたちネオ・ジオン軍は撤退する。
のちにフィン・ファンネルが届けられ、ラー・カイラム内で戦闘の合間をぬって調整が続けられる。
地球寒冷化作戦阻止のためロンド・ベルがアクシズへの核攻撃を遂行した際には、第二波として出撃。ネオ・ジオンのMS部隊を一蹴するものの、核ミサイルがすべて撃墜されたため作戦自体は失敗する。
シャア打倒のために本機を手に入れようと目論むギュネイによりケーラ・スゥが人質にとられ、曳航しようとギラ・ドーガによって本機の左足、右足、頭部にワイヤーをかけられた。
そしてギュネイは投降サインを出してライフルを捨てるよう命令、アムロは要求通りにライフルは捨てたが早まって投降サインは出さずフィン・ファンネルまで外してしまう。ネオ・ジオンの一般的な漏斗型のファンネルしか知らないギュネイは、フィン・ファンネルを放熱板としか思わず逆上、周囲のギラ・ドーガにアムロの殺害を命じた。ワイヤーから電流を流された機内のアムロの苦痛に反応して、アムロの意思にかかわらずフィン・ファンネル2基がワイヤーを切断し窮地を脱した。しかし、この行動が抵抗したとギュネイに取られた為、人質となったケーラは握りつぶされ死亡した。そのまま、ヤクト・ドーガのビーム・ライフルを発射し本機を攻撃しようとするが、この攻撃はフィン・ファンネルによって撃ち落とされた。ギュネイはそのまま撤退、その時にフィン・ファンネル2基は破壊された。アムロはケーラの遺体をマニピュレーターで確保すると、ラー・カイラムへと帰投した。
アクシズ破壊のため三段構えの作戦を立てたロンド・ベルは再度攻撃を開始。クェス・パラヤの意志を感じたアムロは彼女の搭乗するα・アジールと、その護衛として随伴していたギュネイのヤクト・ドーガらと交戦。2機の高性能機とギラ・ドーガ部隊を相手に互角以上に戦った。
α・アジールとヤクト・ドーガ、その二機によるファンネルの同時攻撃により、アムロが「やられる！」と口に出す位の殺気を感じたと同時に、フィン・　ファンネルにより展開されたバリアーで防ぐ。α・アジールの背後を取ったνガンダムはそのまま撃墜しようと試みるが、死角からヤクト・ドーガの攻撃を喰らいシールドの上部を破損、機会を逃す。この時、破損したシールドと同時にバズーカも手放すが、バズーカの砲身に一瞬意識を奪われたギュネイの隙を見逃さず、ビーム・ライフルを一射、ヤクト・ドーガを撃墜した。そして、破損したシールドをその場に残して、バズーカだけを回収しアクシズを破壊するため戦場の奥地へと急行した。
本機はアクシズに取り付くが、アムロと決着をつけるため待っていたシャアのサザビーと最後の戦いを行うことになる。二人の実力は伯仲しており、徐々に互いの武器を失って行く中、残ったビーム・サーベル戦での鍔迫り合いにおいてサザビーのビーム・サーベル相手に優勢を取り、サーベルを持つ左アームを叩き斬る。本機もサーベルを蹴られ失うが、互いに武装を失ったため格闘戦にもつれこみ、連続パンチやキックにより圧倒する。シャアを重んじるナナイの思考を感じとったシャアはナナイを拒絶するが、それが隙となり、本機がサザビーをアクシズに叩きつけ、その反動で脱出装置が起動し頭部から放出されたシャアの脱出ポッドを捕獲し勝利する。ロンド・ベルの工作によりアクシズは内部より爆破され二分割されるが、破壊工作のミスにより後方の1つが地球への落下コースをたどり始め、アムロは破片の落下を阻止するべくシャアの脱出ポッドを掴んだまま本機をアクシズに取り付かせ、スラスターを最大に吹かして押し出そうとする。その行為に味方のみならず敵機までも協力する。その後サイコフレームの共振効果か、本機が虹色の光と共に人智を超えた性能を発揮。サイコ・フィールドによってほかの機体は押しのけられることで命を散らすことなく離脱、さらにアクシズの後部は地球の重力圏から押し戻され、地球は救われる。
なお、本機およびアムロとシャアの消息については劇中では描写されていない。

## バリエーション

### νガンダム（特報版）
『機動戦士ガンダム 逆襲のシャア』の初期の予告編「特報」に登場。
曇天を背景に、バストアップの構図で薬莢を撒き散らしつつ頭部バルカン砲を連射するが、カラーリングは本編に登場した機体と異なり、胸部インテークおよび顎と額が赤、ほかはグレー（塗装前とも言われる）となっている。アムロが乗った機体と同一であるかは不明。

#### νガンダム（ファーストロット）
サンライズ公式アプリ『ガンダムファンクラブ』のキービジュアルとして登場し、同アプリのプレミアム会員の特典としてHGでガンプラ化された。
機体色は上記の特報版に近いが、グレーが濃淡2色になっており、「特報」で映っていなかった肩部スラスター内側など一部が青で塗り分けられている。AE社フォン・ブラウン工場で完成し、ネオ・ジオンからサイコフレームの技術供与がされる以前の本来の仕様で運用試験がおこなわれている。その内容は内蔵火器の射撃テストなど最低限の稼働チェックのみであるが、立ち会った連邦高官や技術者たちはその驚くべき完成度の高さに大きな衝撃を受けたという。
のちにららぽーと福岡内の施設「GUNDAM SIDE-F」限定でRGでもガンプラ化された際には、同施設に設置されている「スペースモニター」で、スペース・コロニー近傍の宙域で性能テスト中と思しき本機のCG映像が公開された。

### νガンダム（アムロプラン）
宇宙世紀0092年を舞台とする『機動戦士ムーンガンダム』に登場。デザインは形部一平。
第二次ネオ・ジオン抗争以前にアムロが構想していた設計案（「#機体設計」も参照）。ベース・フレームはナラティブガンダムとほぼ共通で、バックパック左側のファンネル・ラックは右側と同じビーム・サーベル・ラックに、両腕は左右対称の形状となっている。
機体色は完成機に近いプランAと、頭部アンテナと胸部、足首部を白く塗ったプランBがあるが、どちらも白部分の多くが明るいグレーとなっている。なお、左肩にあるアムロのパーソナル・マークはプランBのみに描かれている。
デザインした形部は、「ΖΖガンダムまでのガンダムタイプのさまざまな要素を、アムロが近しい技術者とともにチョイスしつつまとめたような、キマリすぎない若干の素人感を匂わせた」、「『ムーンガンダム』劇中では設計データが1コマのみの登場だが、アムロと技術者たちがおもしろがって作業していると感じたので二つのカラー案を出した」と語っている。また、ほかの『ムーンガンダム』登場機体と違い、設定画は作中のデータ案と同じ正面図で描かれている。

### νガンダム（ロングレンジ・フィン・ファンネル＆ハイパー・メガ・バズーカ・ランチャー装備）
アプリ『機動戦士ガンダム U.C. ENGAGE』の「クロスオーバーUCE」に登場。
νガンダムの火力不足を補うべく通常のフィン・ファンネル、バックパックのビーム・サーベル、ビーム・ライフル、シールドをオミットし、右背部にハイパー・メガ・バズーカ・ランチャー、左背部にロングレンジ・フィン・ファンネルを装備したアクシズの破壊を目的として導入された形態。

### νガンダム ダブル・フィン・ファンネル装備型
プラモデル「1/144 νガンダム フィン・ファンネル装備型」組立説明書にイラストのみが掲載され、その後「νガンダム（Dフィン・ファンネル装備）」という名称で『CCA-MSV』に分類された。
νガンダムのロールアウトの前倒しによって間に合わなかった兵装プランのひとつ。バックパックのサーベルラックをフィン・ファンネルのジョイントに置き換え、左右にフィン・ファンネルを3基ずつ装備した形態。機体の細部が通常のνガンダムに比べて若干異なっている。また、ビーム・ライフルとシールドも通常のνガンダムと形状が異なるものを装備している。
媒体によってはフィン・ファンネルを左右に6基ずつ装備した形態を「ダブル・フィン・ファンネル」としている。ゲーム『ガンダムバトルユニバース』およびその続編では、フィン・ファンネルが増えたことで、機体周囲を覆うIフィールドの形が正二十面体になる演出がされている。

### νガンダム ヘビー・ウエポン・システム装備型
『B-CLUB』27号での出渕裕のイラストが初出で、その後『CCA-MSV』に分類されている。
フルアーマーガンダムの構想を、νガンダムに継承した機体。反乱が長期化した場合に備え、大気圏外の無重力環境での運用を主眼にνガンダムの機能強化のため立案された。スラスター付きの追加装甲を全身に装着し、機動性を損なわず防御力を向上させており、脆弱性が指摘されていた胸部ユニットにミサイルランチャーを内蔵した装甲ユニットを増設、その上部にマルチディスペンサー（ミノフスキー粒子の電波かく乱効果を低減させるパウダーやダミーバルーンなど補助兵装の追加装備などを計画）を配し、フロントスカート内には隠し腕まで検討されていた。シールドも分厚く大型化しているが、メガ粒子砲の配置上、狭い方を上向きにマウントしている。ハイパー・メガ・ライフルを装備し、火力の強化も図られている。重量増加による機動性の低下を軽減する為、脚部とリアスカートにプロペラントタンクと推進器を兼ねたスラスターを増設した。さらに、胸部装甲へのIフィールド搭載、兵装のサイコミュ・アレンジなども検討されるが、反乱の早期終結でプランそのものが立ち消えになっている。
当初はU.C.0094年までの実用化、U.C.0100年までの実戦配備を目指しており、『B-CLUB』27号によれば「U.C.0100にふさわしいMSとして期待されている」とある。ニュータイプ機として更なる発展を目指し、駆動系には改良型サイコフレームを使用する事で内装のフルサイコフレーム化を進めるなど、後のフルサイコフレームに通ずる斬新な計画も立案されていた。実際このプランは「UC計画」に影響を与え、シナンジュスタインの脚部ブースターユニットやハイ・ビーム・ライフルにHWS案の名残が強く表れており、それを母体とする開発されたRX-0の実質的な始祖と呼べる機体となっている。
追加武装
肩部ミサイルランチャー
8基装備されており、ΖΖガンダムと同じ部材が採用されている。構想段階ではサイコミュによって射出後の弾道をある程度コントロールするサイコミュ・グレネードの搭載が検討されていたが、機器が小型化できずに断念された。
ハイパー・メガ・ライフル
ビーム・ライフルを超える破壊力をもち、最大出力では当時の戦艦の砲塔数基分に匹敵する威力を発揮する。ビームを絞っての超遠距離狙撃にも対応しており、精密射撃用バイポッドを装備している。ライフル自体にセンサーを内蔵し、射出のタイミングや攻撃対象の距離に応じ、威力をコントロールすることが可能とされており、調整にはサイコミュを利用しているという説もある。
ハイ・メガ・シールド
νガンダムのシールドに重ねて装備する。大口径メガ粒子砲を2門装備するシールド。大容量コンデンサーシステムを内蔵し、ジェネレータはνガンダムのシールド内蔵のビーム・ガン用ジェネレーターを転用することで大幅な軽量化を図っている。シールドだけでハイ・メガ・キャノン級の威力を発揮できるが、コンデンサーへのエネルギー充填に時間がかかるため連射性能は低い。

備考
プラモデル『元祖SDガンダム NO.39 νガンダム ヘヴィウェポンシステム』では、オリジナルのヘッドアーマー（頭部メガ粒子砲内蔵型）も追加されている。
宇宙世紀ではなく現代日本を舞台とする漫画『機動戦士ガンダムALIVE』では、主人公の新たな搭乗機として登場する。

#### フルアーマーνガンダム
ムック『機動戦士ガンダム MS大全集』の巻頭ポスターに描かれた（型式番号：FA-93S）。νガンダムのロールアウトの前倒しによって間に合わなかった強化兵装プランの一つで、胸部ユニット、フロント/リアスカート、脚部ユニットにそれぞれスラスターと増加装甲を追加しており、シールドを補助推進器とするなど、基本構成はHWS装備型とほぼ同じだが、より曲面を帯びたデザインとなっている。開発期間の短縮や効率的な運用のためΖ/ΖΖ系の設計や部材を積極的に流用しようとしたHWS案に対し、開発・運用面の都合を配慮していない点からHWS案よりも早期にオプション装備による強化案として浮上したものと考察されている。

### マサダ中尉機
『ガンダムマガジン』第4号掲載コミック「ネオ・ジオンの亡霊」に登場。「シャアの反乱」後のU.C.0094年に地球に降下したネオ・ジオン軍残党のヤクト・ドーガの捜索隊に配備された。パイロットのマサダ中尉にはニュータイプの素質はなかったとされるが、フィン・ファンネルは装備されていた。ビーム・ライフルとシールドは装備されていなかったが、左前腕部に量産型νガンダムと同様のビームスプレーガンユニットがマウントされていた。左肩には中尉のイニシャル「M」をモチーフにしたパーソナルマークが描かれていた。捜索中にヤクト・ドーガと交戦し、撃破するも小破している。

### νガンダム Ver.Ka
カトキのリファイン前からガンプラのマスターグレード(MG)は発売されていたが、のちにガンダムフロント東京の映像施設DOME-Gで公開された映像用にカトキハジメによってリファインデザインされたνガンダムを元に『MG νガンダム Ver.Ka』として刷新された。基本的にDOME-Gの映像が3DCGということから、同じ3DCG作品であるGUNDAM EVOLVE5のνガンダムのデザインをベースとしている。通常のνガンダムはサイコフレームがコクピット周辺にしか存在しないが、装甲がスライドし各種に散りばめられたサイコフレームが露出する「発動状態」が新たに追加設定されている。またアニメには無かったバズーカ砲身の伸縮ギミックが追加されている。

## Hi-νガンダム
地球連邦軍のニュータイプ専用試作MS。νガンダムとの大きな違いとして、機体カラーは「白と青」、もしくは「白と紫」の2色を基調とし、背部中央にスタビライザー、その左右にファンネルラック、その下にスラスターとプロペラント兼補助スラスターユニットという構成になっている。スタビライザーはAMBACシステムとスラスターとしての機能を併せ持つ。エネルギーの再充填機能を持った二基のファンネル・ラックに、フィン・ファンネルを片方3基ずつをラックから吊り下げるように懸架することで、翼を模したような姿となる。
機体の出自・設定が大きく二つに分かれる点も特徴であり、大きく分けて
- 初出の小説『機動戦士ガンダム 逆襲のシャア ベルトーチカ・チルドレン』[注 14](以下、ベルトーチカ・チルドレン)で、口絵に掲載された出渕裕による独自アレンジの「νガンダム」のイラストを出自とするνガンダムの別バージョンとしての設定。
- その後、数度の再デザインを経て映画のνガンダムと別個の機体とされたνガンダムの強化発展型としての設定。『逆襲のシャア MSV(CCA-MSV)』にも分類される[80][注 15]。

が存在する。

### 二つの機体設定
上記の通り、現時点で機体の設定が大きく分けて二つに分かれており、サイコフレームが機体に実装される過程や方法も異なっている。以下、時系列に沿って説明する。

#### 『ベルトーチカ・チルドレン』に準じる設定
1988年発表の小説『機動戦士ガンダム 逆襲のシャア ベルトーチカ・チルドレン』に登場するHi-νガンダム。
『ベルトーチカ・チルドレン』は登場するキャラクター・機体やストーリーが映画版と異なるパラレルワールドであり、それ故にこちらの設定においてHi-νガンダムは劇場版のνガンダムに相当する全く同一の機体となり、両機は相互にパラレルの関係にある。
映画版のνガンダムと同じく、実質3ヶ月の短期間で建造された急造の機体であり、アムロが設計していたサイコミュを内蔵したガンダムである。元々は地球連邦軍がAE社に開発させていた機体だが、ブライトのロンド・ベル隊の赴任の手土産として本機のロンド・ベルへの配備が決定したことを受け、アムロは自身が設計したサイコミュを搭載させ、正式採用機となった。
その為、映画版と異なり機体の設計にアムロ当人は関与していない。右腕部に単装タイプのマシンガンを装備し、後部のマガジンラックは交換が可能。シールドの裏には、一年戦争時のビーム・ライフルに相当する出力を持つビーム・ガン用ジェネレーターを内蔵する。
形式番号と名称は、小説及びそのコミカライズでは「RX-93 νガンダム」のままであり、劇中でもそう呼称される。模型媒体では「RX-93-ν2 Hi-νガンダム」の商品名で発売されている。プラモデルの解説では、型式番号が「ν2」となっているのは建造途中の仕様変更により改訂されたものとされ、「ν1」にあたる機体が存在するわけではなく、その一部が改訂前の設計案として言及されている。
デザイン (ベルトーチカ・チルドレン版Hi-νガンダム)
2007年にサンライズ主導で行われた公式設定化の際、出渕により再デザインされ体型や各部の配色などが一新されたもの。
マスターグレード(2007年版)やHGUC版の組立解説書では、νガンダムの強化発展型としての設定ではなく、小説『ベルトーチカ・チルドレン』に準じた設定解説がなされた。特徴としては、2000年代のトレンドに合わせ全体的にスレンダーなスタイルであり、青と白を基調にして各部にシルバーとゴールドのアクセントカラーを用いている。デュアルカメラはイエロー、胸部ダクトはシルバー、シールドは青と白のスプリッター迷彩、フィン・ファンネルは青一色である。差し色にシルバーとゴールドが用いられている。プロペラント・タンクは細く短めになり、スタビライザーはΖガンダムのものに近い。右腕部にはマシンガンが追加された。2014年に月刊ガンダムエースに連載された漫画版『ベルトーチカ・チルドレン』、サウンドドラマ版(復刻CD)でもこちらのデザインを採用している。

#### νガンダムの改良発展型とする設定
『CCA-MSV (逆襲のシャア・モビルスーツ・バリエーション)』を出自とし、Hi-νガンダムをνガンダムの改良発展機（完成型）とする設定。
形式番号はRX-93-ν2 (資料によりRX-93-ν-2ともされる)。映画『逆襲のシャア』にて、「RX-93 νガンダム」は実質3ヶ月という短期間で設計・建造され、アムロによりνガンダムはテストを行わず実戦投入された。その為、νガンダムはまだまだ改良・発展の余地を残しており、νガンダムがロンド・ベル隊に納入された後、AE社は独自に改修計画を実施、新機種の開発に着手した。これには「Hi-νガンダム」のコードネームが付与され、設計の見直しと各種アビオニクスの更新、武装の追加を経て完成した。
基礎設計の修正にはアムロ・レイも参加したとされ、急造されたνガンダムと異なり十分なテストを重ねて完成された改良発展機。バックパックに設置されたファンネルラックに左右3基ずつフィン・ファンネルを配置することにより、重心のバランスが改善した。フィン・ファンネルは回収と再マウントが可能になり、エネルギーの充填により稼働時間が延長された。プロペラントタンクの増設により、本体の稼働時間も向上しており、サイコミュ関連の熟成も進められ、完成度がより高まっている。大出力火器であるハイパー・メガ・バズーカ・ランチャーも携行できる。
『Gジェネレーション』、『スーパーロボット大戦』、『ギレンの野望』シリーズ等、多くのTVゲーム媒体でこの設定が採用されている。『FW GUNDAM CONVERGE ♯5』では『CCA-MSV』の機体として、Ver.ka (後述)のデザインで商品化された。
デザイン (CCA-MSV版Hi-νガンダム)
『CCA-MSV』に属するνガンダムの改良発展機として初めて分類した書籍「データコレクション 逆襲のシャア編」では、ホビージャパン初出の出渕による設定画を紫と白を基調に着色し掲載された。特徴としては、全体的にボリュームのあるスタイルであり、頭部のデュアルカメラはνガンダムと同じグリーン、胸部ダクトがイエロー、ファンネルはグラデーション塗装で着色されており、プロペラント・タンクが、本体の重心を支えるように長い。武装は設定の記述のみでデザインが存在せず、テレビゲームに登場の際はオリジナルの配色であった。このデータコレクションの設定画をもとに、後にカトキハジメが再デザインをしたものが「MG Hi-νガンダム Ver.ka」版である。

### サイコフレームの導入（Hi-νガンダム）
『ベルトーチカ・チルドレン』に準じる設定
5thルナにおける戦闘で意図的にシャアが残していったサイコ・ドーガ (サイコ・ギラ・ドーガ) を鹵獲したロンド・ベル隊は、機体のコクピット・フレームからサイコフレームを直接切り出して入手した。
ベルトーチカが、ラー・カイラムに運び込んだνガンダムのコクピット周辺に、より正確にサイコミュをコントロールできるよう直接補強板のように取り付けた。ストーリー内のアムロのセリフによれば、サイコフレームはアムロが設計したνガンダム搭載のサイコミュ以上にパイロットの意志を拘束する傾向があり強制力が強いものと説明している。なお、後続の模型媒体においては『ベルトーチカ・チルドレン』の内容に合わせ、鹵獲したサイコ・ドーガから入手したサイコフレームを組み込み、実質3か月という短期間で完成したものと解説している。
νガンダムの発展型とする設定
前機体であるRX-93 νガンダムは、月のフォン・ブラウン工場にて建造途中にシャアの判断でネオ・ジオンからAE社にサイコフレーム技術がリークされ、急遽建造中のνガンダムに導入されている。その後継機として同社で開発されたHi-νガンダムは、基礎設計から根本的に見直されてサイコフレームの再配置とサイコミュとの接続方法が改善された。

### 武装（Hi-νガンダム）
武装はνガンダムと同様のものが多く、バックパックにはプロペラントタンクを2基装備できる。
バルカン砲
頭部に左右1門ずつ装備する。
フィン・ファンネル
バックパック左右にフィン・ファンネルのエネルギーの再充填を可能にするファンネルラックを装備している。フィン・ファンネルは折りたたまれ、左右に3機ずつ、ラックにぶら下がるように装備される。
ビーム・ライフル
形状は異なるが、サイズ、性能は劇場版の機体と同等。
ビーム・サーベル
柄の両端に長短のビーム刃を形成する仕様は劇場版のνガンダムと同様だが、形状が一般機のものと似た形状に変更され、ビーム刃が直刀になった。ビーム刃の色は媒体によって異なり、ブルーの刃とνガンダムと同じくピンクの刃が存在する。左右のファンネルラックに各1基を装備。標準型の予備サーベル1基を左腕に内蔵する点は共通している。
腕部マシンガン
右袖口に1門内蔵され、肘には交換可能な弾倉を備える。映画のνガンダムにはなく、リファイン版 (漫画版を含む) のみの武装。
腕部ビーム・ガトリングガン
右袖口に内蔵される4連装のガトリングガン。不使用時には腕部カバーに格納する。Ver.kaの武装で、腕部マシンガンに替わって装備している。
シールド
形状はνガンダムのものとほぼ同一。カラーリングと仕様は設定画によって大きく異なり、小説口絵ではインクスポット迷彩、リファイン版は青と白のスプリッター迷彩が施されている。 リファイン版は裏面にビーム・ガン用ジェネレーターを内蔵と設定されているものの、プラモデルにはビーム・キャノンの砲身が存在せず、具体的な運用方法が長年不明だったが、コミカライズ版で裏面下部の3つのスリットからビームを発射している様子が描写された。Ver.Kaでは白一色に赤いロゴが施され、裏面に『MG νガンダム Ver.Ka』と同様、4発のミサイルと長い筒状の砲身が設定された。
ニュー・ハイパー・バズーカ
基本的にνガンダムと同一の武装。MG/HGUC版ではバックパックにマウントする機構はなくなっているが、HCM-Pro版では腰にビーム・ライフルと択一でマウント可能となった。Ver.Kaではバックパックの中央のテールスタビライザー直下にマウント可能なほか、砲身の伸縮ギミックが追加されている。
ハイパー・メガ・バズーカ・ランチャー
小説『ベルトーチカ・チルドレン』で使用。名称は「ハイパー・メガ・ビーム・ランチャー」とされることもある。
ラー・カイラムより伸ばされたエネルギー・ケーブルを機体に直結する急造のエネルギー供給システムで運用される。発射のためには莫大なエネルギーを消費し、供給を行う際にはラー・カイラム艦内の照明が一瞬切れるほどで、圧倒的な威力を発揮する。しかし、長く延びたエネルギー・ケーブルが無防備という根本的な弱点があるため、アクシズの核パルス・エンジン破壊のために用意されるが、敵からの妨害を受け破壊は失敗する。
元々小説にデザインは存在せず、文章上の描写のみである。後の出渕による設定画にも描かれていない。2010年代以降の媒体により異なる複数のデザインが登場した。初出はゲーム『機動戦士ガンダム エクストリームバーサス』登場のもので、比較的細身で長砲身の兵器となっている。脇に抱える形で保持し、フィン・ファンネル・バリアを展開しつつ砲身をバリアの外に出しビームを発射する。こちらは『METAL ROBOT魂』などで単体で商品化された。また漫画版『ベルトーチカ・チルドレン』では、柳瀬敬之によって漫画の作画用に改めて設定画が描かれた。大型でボリュームのある別デザインになっており、ドッキングアームで保持し、右肩に担ぐ形で発射する。この漫画版はリアルグレード版のオプション装備として販売されている。さらに『METAL BUILD Hi-νガンダム専用 ハイパー・メガ・バズーカ・ランチャー オプションセット』でも再デザインされ、「収束砲撃形態」「拡散砲撃形態」と前2種のデザインに類似した形状にそれぞれ変形するギミックが追加された。

### デザイン・設定の変遷
初出時の立ち位置
小説『ベルトーチカ・チルドレン』の口絵で、映画『逆襲のシャア』のメカデザイナーの一人である出渕裕によって描かれたモノクロのイラストがデザインの原型であり、当初から「Hi-νガンダム」という機体が存在したわけではない。この口絵はデザインの一部がアレンジされているものの、型式番号や機体名称も「RX-93 νガンダム」のままで、スペックの数値や性能も含め、デザイン以外は映画版と変化はない（但し、頭頂高のみ20.0メートルに変化している）。
出渕は後に、同作品に登場する「ナイチンゲール」を「サザビー」の意匠に「α・アジール」のようなモビルアーマー（MA）的なアレンジを加えてデザインしたため、νガンダムも並んだときにそれに負けないボリューム感を出したと語っている。作中に登場するものは単に「νガンダム」と呼ばれるが、サイコフレームの実装される過程や武装などが映画版と異なる「小説版νガンダム」という扱いだったとしている。大きな違いとして、小説ではハイパー・メガ・バズーカ・ランチャーを使用する描写があるが、デザインは存在してていなかった。この小説版口絵のデザインを基に、月刊ホビージャパン1990年8月号の企画で出渕が再デザインを行い、モノクロの設定画とそれを基にした菅義弘による模型作例が製作・掲載された。出渕の画稿では左胸に「RX-93 ν」、背部のプロペラントタンクに「RX-93 ν2」の文字が読み取れる。この作例は青と白で塗装され、フィン・ファンネルにグラデーション塗装がされている。
独立した設定の発生
ホビージャパン誌によると、Hi-νガンダムという名前が初めて確認されたのはB-CLUBの1/144スケールのレジンキットであると明記されているが、実際は当時、海洋堂から発売されていた1/220 ナイチンゲールに合わせて同じ原型製作した大輪正和(GGP)による1/220スケールのレジンキットが初めてである。
企画段階の主役機名である「Hi-Sガンダム」にちなむとともに、「上位機種」「ハイクラス」という意味合いをもたせて "Hi" を付けたと出渕は語っている。
1998年に発売されたメディアワークス発行の書籍『データコレクション7 機動戦士ガンダム 逆襲のシャア』で、Hi-νガンダムを十分なテストを重ねたνガンダムの上位機種として初めて紹介した（機体スペックも設定されているが、頭頂高と重量は小説版の数値と同じである）。掲載された画稿はホビージャパン90年8月号の設定画を彩色したもので、紫と白のカラーで、フィン・ファンネルにグラデーション塗装がされたものだった。色違いの設定画もあり、『MS大全集2003』に掲載されている画稿は同じ設定画を青と白を基調に着色しており、ファンネルは白一色になっている。その後、1999年にゲーム『リアルロボット戦線』に、ナイチンゲールと共に初めてゲームソフトに登場する。これを皮切りに、ゲーム『SDガンダム GGENERATION-ZERO』『スーパーロボット大戦α外伝』等に登場するようになり、これ以降、ゲームでνガンダムの上位機種として登場するようになった。主に登場した『Gジェネレーション』『スーパーロボット大戦』シリーズではデータコレクションの画稿に準じたデザインであり、後の「公式設定化」以前のゲームに登場したものは紫がかったものが大半を占めていた。
公式設定化
2006年に模型誌においてHi-νガンダムをマスターグレード化する企画が発表され、この為に2007年にサンライズ主導で「公式設定化」がなされた。
それに伴い、出渕の手でデザインリファインが行われ、多くのパーツの形状やバランスが変更された。体型は従来より細身になり、機体色は淡い青と白を基調とし、各部の配色も一新されている。頭部のメインカメラが黄色になり、差し色に金と銀、青一色に塗られたファンネルやスプリッター迷彩のシールドも特徴的であった。この変更後のものが「公式設定画」と呼ばれている。マスターグレードの解説書の設定は『ベルトーチカ・チルドレン』に準じており、映画の「νガンダム」と同じポジションにある小説バージョンのνガンダムとした。当時の模型雑誌では「従来のものは正確にはアンオフィシャルの機体」としていたが、これ以降の書籍やゲーム媒体においても、引き続き「CCA-MSV」としての設定とデザインが継続されている。
これ以降、メディアによって設定の解釈が分かれ、TVゲーム媒体や書籍資料は従来通り「後継機としての設定 (CCA-MSV設定)」を採用し、模型媒体や漫画版『ベルトーチカ・チルドレン』では「ベルトーチカ・チルドレンに基づく設定」を用いる傾向にあった。2014年に漫画版『ベルトーチカ・チルドレン』がガンダムエースに連載され、「小説版νガンダム」のデザインは公式設定画に基づいたリファイン版にアップデートされた。一方で、リファイン版をベースにして、過去のデザインや機体カラーを取り入れた商品も多く発売されている。2008年3月発売の『FW GUNDAM STANDart:2』や、『HCM-Pro』、2014年1月発売の『ROBOT魂』では、デザイン・カラーリングはリファイン版であるが、全体的なボリュームのみ過去のデザインや90年の作例に近いマッシブな体型に近いものになっている。
Ver.ka
2014年に次の展開として、マスターグレード「Hi-νガンダム Ver.Ka」が発売された。過去のデザインを元に、カトキハジメにより発表当時のイメージをまとめ上げ、再デザインされたものである。機体色はリファイン版以前の紫と白を基調とし、フィン・ファンネルもグラデーション塗装に戻された。シールドは白一色に赤いロゴが施されており、裏面にνガンダム同様の武装が設定された。肩部やリア・スカートのスラスターの展開、ニュー・ハイパー・バズーカの伸縮ギミックが追加され、リファイン版にあった右腕部マシンガンは格納式の4連装の腕部ビーム・ガトリングガンに変更、オプション武装としてHWS(ヘビー・ウェポン・システム)との融合も図られた。組立説明書には新規の設定画が掲載されており、このVer.ka版は後に「機動戦士ガンダム Gフレーム」等でも商品化されている。Ver.ka版の発売当時の模型雑誌では「これ以降も公式設定は2007年のものである」としていたが、後に発売された『FW GUNDAM CONVERGE ♯5』では『CCA-MSV』の機体として発売している。
その後
Ver.ka版発売以降も、設定とデザインの解釈は分かれている。「CCA-MSV」設定は書籍「モビルスーツバイブル νガンダム」、「MSV 2ndジェネレーション」、「マスターアーカイブ νガンダム」等で取り上げられ、マスターアーカイブではVer.ka版デザイン準拠の新しいデザイン画が掲載れている。一方、『ベルトーチカ・チルドレン』設定としては、『EXVS』シリーズ等のテレビゲームにて映画『逆襲のシャア』と別枠で『ベルトーチカ・チルドレン』の機体としてリファイン版が登場している。
2015年1月に発売の『METAL ROBOT魂 Hi-νガンダム』も『ROBOT魂』と外見上の違いはないが、2017年発売の『METAL ROBOT魂 Hi-νガンダム Re:Package』では機体カラーが従来の青と白から過去のデザインに近い紫と白に変更された。さらに『METAL ROBOT魂 Hi-νガンダム ベルトーチカ・チルドレン』では各部がより旧設定画に近いデザインになり、ハイパー・メガ・バズーカ・ランチャーが初めてゲーム版のデザインで商品化された。2018年、ゲーム『機動戦士ガンダムオンライン』では過去のデザインに近いものが採用された。

### Hi-νガンダム Ver.Ka
2014年に、νガンダム Ver.Kaと同様、カトキハジメによりリデザインされたMG版 Hi-νガンダム。公式設定化前のデザインを元にリファインされており、体型は太くカラーも紫と白が採用され、ファンネルには紫のグラデーション塗装が施された。変更も多く、シールドは白一色となり、右腕部に搭載された隠し武器であるガトリング・ガンが単装から4連装化され、不使用時には格納されるようになり、各ビーム・サーベルラックの展開方法もシンプルになった。また、4連装ガトリングの中心軸からはビーム・サーベルの発振が可能であり、左腕部のラックに搭載したままの予備ビーム・サーベルと合わせることで、ビーム・トンファーとしての使用も可能となっている。肩アーマー上部・リアスカート・脹脛周辺が展開するスラスターギミックが、新規に盛り込まれている。

#### Hi-νガンダム Ver.Ka ヘビー・ウェポン・システム装備型
型式番号:FA-93-ν2HWS。上記のHi-νガンダムVer.KaにHWS（ヘビー・ウェポン・システム）を装備したもの。プレミアムバンダイ販売用に専用の拡張セットが新たにデザインされた。外観や武装内容はνガンダムのHWSとほぼ同様だが、フロントアーマーには隠し腕が追加されており、ビーム・サーベルを使用できる。ハイパー・メガ・ライフルもビーム・ライフルに追加パーツを施すかたちに変更されている。こちらに付属するシールドには、小説版の口絵に見られたインクスポット迷彩が施されている。
大きな違いがハイパー・メガ・シールドで、シールドから取り外して背部にマウントする第2形態が設定されている。この第2形態では、さらに2本のニュー・ハイパー・バズーカをマウントできる。

## 量産型νガンダム
『M-MSV』に登場。初出は『SD CLUB』第11号。
「シャアの反乱」の際、ロンド・ベル隊は主力であるジェガンがギラ・ドーガと比べて明らかに戦力不足であり、さらにサイコミュ搭載機であるヤクト・ドーガが量産化された場合も考慮し、エース・パイロット用に本機の少数生産を計画している。なお、原型機のνガンダム自体も、制式採用と開発費捻出のために量産も可能な設計とされている。開発は引き続きAE社が担当し、機体構成をユニット化することで生産性を高めた設計を実現。装甲やフレームの材質は原型機より1ランク下のものが用いられるが、基本性能は原型機の80パーセントをフォローしているとされる。
シナンジュ・スタインとほぼ同時期に、別系統で開発が進められたサイコフレーム搭載機であり、原型機と同様にサイコフレームが採用されている。ただし、戦争の長期化を睨んだパイロット確保のために、ニュータイプや強化人間の搭乗を前提としておらず、フィン・ファンネルのほかにニュータイプ以外でも扱えるインコムを、バックパック側面のユニットを換装することで装備可能としている。ビーム・ライフルとシールドは原型機と同型のものを携行し、ビーム・サーベルは臀部のほか、フィン・ファンネル装備型はバックパック右側面の1本、インコム装備型は両側面のユニットに1本ずつ、ΖΖガンダムのものを参考にしたビーム・キャノン（カノン）兼用のビーム・サーベルを装備する。これらに加えて、左前腕部のラッチにはビーム・スプレーガンをマウントする。機体カラーリングは濃淡ブルーが基調となっている。
量産機としては高コストであることと、第二次ネオ・ジオン戦争が想定よりも短期で終息したため、本機の量産化計画は白紙となり、試作機1機が完成したのみで終わっている。このため実戦には投入されておらず、連邦の開発部が次期主力機のためにおこなっていたとされる月近傍でのインコムのテスト風景や、AE社の女性スタッフらを撮影したスナップ（写真の日付は"U.C.0094.06.22"）といった写真が残るのみである。

### ガンダムGファースト
漫画『機動戦士ガンダムU.C.0096 ラスト・サン』に登場。
地球連邦地上軍が、キャノンガンやGFタンクとともにAE社に開発を発注した機体で、量産型νガンダムの設計データをもとに製作されている。RIXシリーズは、バック・ウェポン・システム（BWS）の拡張発展を目的として開発されており、本機はサイコフレームの外部装置化による性能向上の実証試験機という位置付けが与えられている。
サイド7でおこなわれる式典用にそのまま転用され、トリコロールを基調に塗装されている。パイロットはジョリオン・デイ中尉。
コクピットの球形イジェクション・ポッドが露出する、きわめて独特な構造が採用されているが、耐熱・耐弾性能自体は向上しており、コクピット・ブロック単体での大気圏突入も可能となっている。この部分を防御するため、両腕部にウイング・シールドをマウント。シールドは原型機と同様のウェポンラックでもあり、予備のEパックとマイクロミサイルも収納される。

#### 武装（ガンダムGファースト）
ビーム・サーベル
肩・腰・膝アーマー内部（展開式ニー・クラッシャー）にビーム・サーベルが2本ずつ収納されている。
実戦で使用した際にはガンダムの見た目から、リベット・アッカーによりハリネズミ呼ばわりされる。
ビーム・ライフル
Eパック方式のビーム・ライフル。
第14話「散り花の戦い」で出撃前に整備長のワレリー・シュトロゼックによって細工が施され、ガンダムGファーストDXのパワーをそのままライフルに回せる機能が持たされた。これにより本武装はνガンダム同様、Eパック方式と本体からのエネルギー供給式のハイブリッド方式となった。
ビーム・ディフューザー
シールド側面部に備え付けられた拡散ビーム放射機構。出力不足から下記のDX形態でしか使用できない。

### ガンダムGファーストDX
『ラスト・サン』に登場。なお、"DX"は"Dual-X(trans)cend"（二重の超越）を意味する。
GファーストとGFタンクがドッキングした形態。両機体のレーザーサーチャーを同調させ、GFタンクはBW（バックウェポン）モードにチェンジしてドッキングは行われる。
総合性能が大幅に向上し、シールドのビーム・ディフューザーも使用可能となる。コクピットはGファースト側とGFタンク側を繋ぐ連絡通路があり、往来が可能。

#### 機能
サイコフレーム
整備長のワレリー・シュトロゼックによればGファーストには、かつてアクシズ・ショックを引き起こしたサイコフレームは組み込まれていないとされる。Gファーストに関してAE社からは最低限のメンテナンス要項しか書かれた仕様書しか貰っておらず、ドッキング機能さえダン・コルトンに教えてもらうまで知らなかったのである。
しかし実際は、GFタンク側にサイコフレームが仕込まれており、ニュータイプの存在を感知してアクティブとなる。サイコフレーム展開時には、ツインアイ（メインカメラとサブカメラ）が緑色から黄色へと変化、額のスリットからはサイコフレーム由来の光が激しく漏れ出す。
ナイトロ隊を相手に行われた月の裏側でのジョリオン救出作戦時にはニュータイプの素養をもつガンズに呼応しGFタンク側のサイコフレームが起動し、200%を超える想定外の出力上昇現象が生じた。オーバーロードによる機体の自壊が懸念される状況となるが、ガンズの機転によりGファーストに装備されている6本のビーム・サーベルの放射口を利用して、ジェネレーターから発生する余剰エネルギーを強制的に開放することで出力を安定させた。

#### 武装（ガンダムGファーストDX）
ビーム・ラッシュ・ライフル
GFタンクのエクス・カートリッジを連結させた高出力ビーム兵装。開放型バレルとメガ粒子偏光器により複数機をロックオン可能な拡散メガ粒子砲、高収束の通常メガ粒子砲の2つの特性をもつ。
接近戦ではロング・ビーム・ジャベリンとして使用も可。

#### 劇中での活躍（ガンダムGファーストDX）
第10話「ドッキング」にて、Gファーストがサン・プレースとダン・コルトンの搭乗したGFタンクとドッキングして登場する。
第11話「GファーストDX、そして」では、エネルギーゲインが制御出来ないほどの速度で183％まで上昇。「アンチェインド」状態となったユニコーンガンダム3号機「フェネクス」の機能を停止させるほどのパワーを発揮する。その後エネルギーゲイン（性能数値）は150％を維持した。
第26話「悪夢」で専任パイロットのジョリオンがザナドゥによってイジェクション・ポッドごと連れ去られてしまった後、第27話「再会の時」からはジョリオンたちを救出するためにGファースト側にジオン残党の2世であるガンズ・ランが、GFタンク側にキャノンガンのパイロットであるゾーイ・ヤンソンと民間人のニュータイプの子供であるサン・プレースが搭乗。
第29話「宇宙を超えて」では、ガンズの呼び掛けに呼応して秘匿されていたサイコフレーム機能が発現。6本のビーム・サーベルで余剰エネルギーを放出しながら、エネルギーゲイン200％を維持したガンダムGファーストDX（サイコフレーム起動）となった。

## その他の関連機体

### ナラティブガンダム
映画『機動戦士ガンダムNT』に登場。AE社がνガンダム以前に開発したサイコフレーム試験機の一つ（型式番号：RX-9）。

### μガンダム
読みはミューガンダム。『ガンダム・センチネル』のアナハイム・ガンダム一覧表に記載されているサイコフレーム試験機（型式番号：RX-90）。
これとは別に、PC-9801用ゲーム『機動戦士ガンダム アドバンスドオペレーション』にも同じ名称の機体が登場するが設定は異なっている（型式番号：YRX-90A）。外観はνガンダムと同様であるがサイコミュは未搭載で、PX-00531同様の試作機である。U.C.0092年のエーゲ海周辺におけるネオ・ジオン地上軍との戦闘に参加し、パイロットはアムロ・レイ大尉とされる。

### PX-00531
漫画『機動戦士ガンダム ジオンの再興』に登場。νガンダムの試作型でサイコミュは搭載していない。テストのために地上に下ろされた際にネオ・ジオン軍の襲撃に遭遇し、輸送担当者の独断で戦闘に投入されたが、オーバーヒートを起こして撃破される。そのためνガンダムの完成は遅れることになったとされる。「00531」は生産工場における製造番号。なお、初出の資料では「RX-00531」であった。

### Gコマンダー
漫画『新MS戦記 機動戦士ガンダム短編集』に登場（型式番号：RX-92LAS）。宇宙用のヘビーウェポンシステムと対をなす陸戦用の重装化プラン（型式番号のLASはLand Armor Systemの略）であり、シールドなどは共通のものを装備している。母機としてPX-00531同様のνガンダム試作型（RX-92B）を使用している。全備状態は非常に大型な機動兵器となり、MAに近い様相となる。

### νガンダム FAMAS仕様
漫画『機動戦士ガンダムReon』に登場。νガンダムの改良型である。ガンダムReon奪取のためにFAMASのレディス・レオノフスキーが搭乗した。フィン・ファンネルの搭載数が増加され、外観も黒い塗装に変更されている。

### 武者νガンダム
『SD戦国伝』シリーズとは別に、宇宙世紀の世界観上で展開された『コミックボンボン』のオリジナルストーリー「プロジェクトMUSHA」に登場（1989年3月号掲載）。
木星の宇宙海賊掃討を目的として始動した地球連邦軍の「プロジェクトMUSHA」機体群の内のひとつ。サイド2で製造されたνガンダムのレプリカをベースに開発された機体。その名が示すとおり、旧世紀の日本の鎧武者を模した外観をもつ。サイコミュソード「妖剣ムラマサ」を装備したニュータイプ専用機。

## 実物大νガンダム立像「RX-93ff νガンダム」

ららぽーと福岡に設置されたRX-93 ff νガンダム（2022年7月）

2022年4月25日開業の商業施設「三井ショッピングパーク ららぽーと福岡」に設置された、高さ24.8m、重量80tの立像。作中でアクシズを押し返す演出として、右腕と頭部が稼働してポーズを再現する。
ベース機のνガンダムの背部に「ロングレンジ・フィン・ファンネル」を装備した「RX-93ff νガンダム」として設定されており、富野由悠季による監修のもと、彩度が高いトリコロールのマーキングがほどこされている。また、アクシズでの戦闘でアムロがこの機体に搭乗していたらという設定の3DCGによるプロモーションビデオ (PV) も制作されており、ららぽーと福岡の施設壁面および一部がYouTubeのガンダムチャンネルで公開されている。なお同PVでは、大型ファンネル2基（ダブル・ホーン・ファンネル）を装備した「MSN-04FF サザビー」も登場する。

### 設定解説 (RX-93ff)
νガンダムのロールアウトの前倒しによって間に合わなかった兵装プランのひとつ。後述の仕様変更により、νガンダム本体の型番もRX-93ffとなっている。
フィン・ファンネル単体の火力不足が指摘され、AE社側が提案したロングレンジ・フィン・ファンネルを装備する。これは、Hi-νガンダム（RX-93-ν2）で検討中のハイパー・メガ・バズーカ・ランチャーをフィン・ファンネルに組み込んだものであり、全長の延伸によってジェネレーターを2基搭載する。さらに、本体の改造・変更によって本体のジェネレーターと直結するという、ΖΖガンダムで採用されていた方式も採用しており、ニュータイプが搭乗すれば単機での対艦戦闘も可能である。
のちに、ラー・カイラムに残されていた実機データをもとにサイドFでRX-93ffと共に復元され、アムロのパーソナル・マークのカラーリングが一部変更されている。
各種PVでは、背部に装着したままの状態や、基部のアームで前方に向けてビームを発射しており、ロングPVでは接近してきた複数のMSに対して分離状態にし、ビーム・ライフルとの同時射撃を行っている。発射時には前部が展開し、背部装着状態の射撃ではサザビーの腹部メガ粒子砲を打ち消すほどの出力を見せている。また、右前腕部甲に装着しての射撃や、巨大なビーム・サーベルを発生させてサザビーと格闘する姿も描かれている。

### 関連映像作品
GUNDAM SIDE-F限定商品プロモーションビデオ
2022年3月30日にYouTube『BANDAI SPIRITS』チャンネルで配信された初のCG映像。
RX-93ff νGUNDAM from SIDE-F
ららぽーと福岡の壁面演出特別映像。2022年4月25日より上映。映画本編のアクシズでの攻防を新たに映像化。2022年4月7日にはYouTubeに先行PVも配信されている。
機動戦士ガンダム ALC ENCOUNTER
ららぽーと福岡の壁面演出特別映像。2024年11月24日より上映。とある女性の声に惹かれシャアとアムロが邂逅、その争いに1/12サイズのνガンダム、サザビーが反応しνガンダム立像前で激しい戦いを繰り広げる。